# Geir Rönning

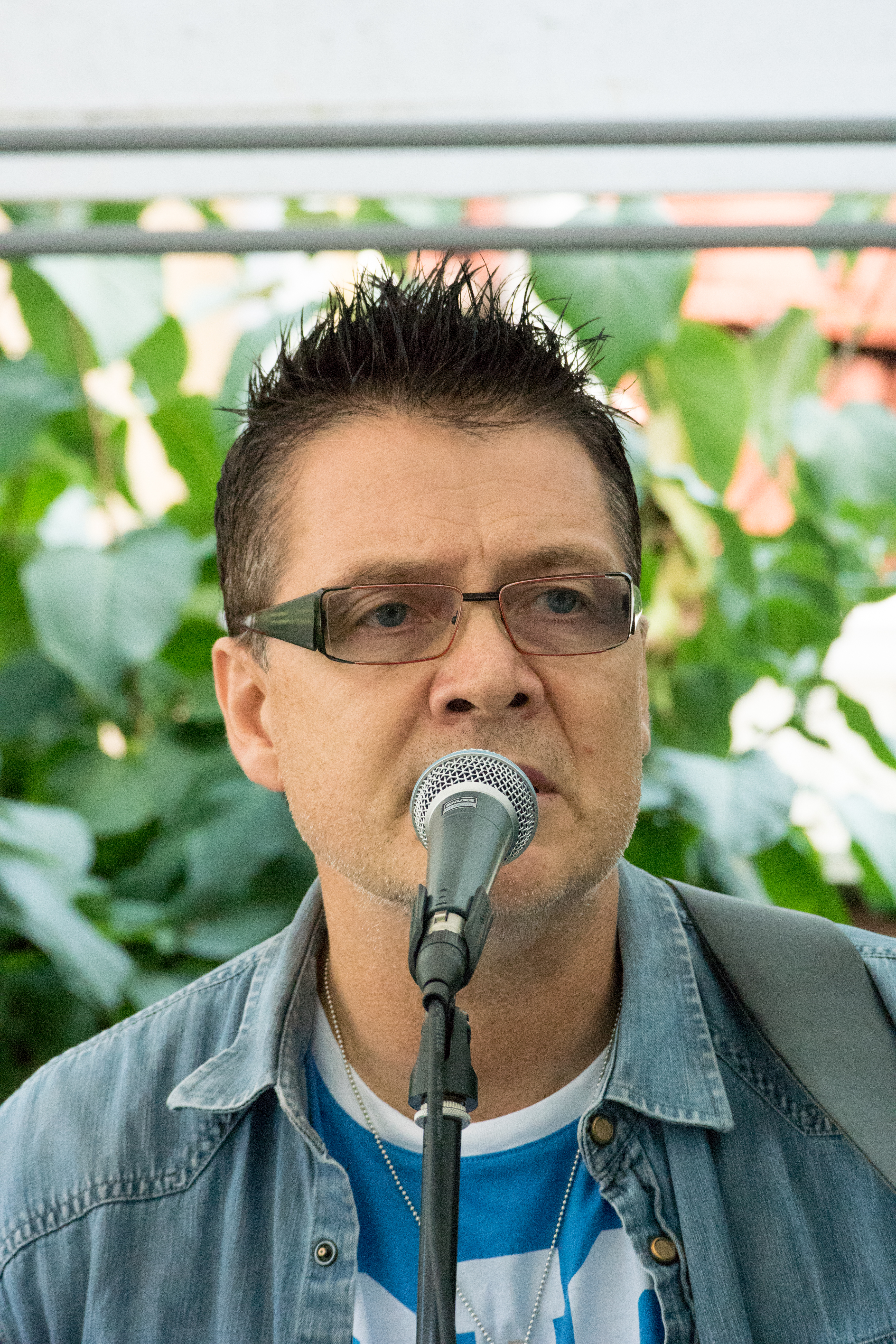
Geir Rönning (2015)

Geir Rönning (* 5. November 1962 in Ålesund als Geir Ola Rønning) ist ein norwegischer Sänger.

## Leben und Wirken
Er nahm von 1995 bis 1997 jeweils am nationalen Vorentscheid zum Eurovision Song Contest, dem Melodi Grand Prix teil. Mit seinen selbstgeschriebenen Titeln konnte er jedoch keinen Sieg erringen. Nach dem Umzug nach Finnland wurde er dort aktiv und nahm an den Vorentscheidungen 2004 und 2005 teil. Die Teilnahme 2005 brachte ihm den Sieg und so durfte er beim Eurovision Song Contest 2005 in Kiew für Finnland antreten. Mit seiner Popballade Why? über die Geiselnahme von Beslan erreichte er allerdings nur Platz 18 im Halbfinale und konnte sich nicht fürs Finale qualifizieren.
Eine erneute Teilnahme am norwegischen Melodi Grand Prix 2006 brachte ihm den vierten Platz bei acht Künstlern ein. Er trat dort zusammen mit dem Sänger Jorum Erdal als Duo auf. 2010 war er Teilnehmer der schwedischen Castingshow Idol, hier schaffte er es auf Platz 7.